# Rotschreuth
Rotschreuth ist ein Gemeindeteil der Kreisstadt Kronach im Landkreis Kronach (Oberfranken, Bayern).

## Geographie
Der Weiler liegt in einer Waldlichtung auf einem Höhenrücken, der außer im Südosten und Westen abfällt. Im Westen befindet sich der Rotschreuther Berg (503 m ü. NHN). Anliegerwege führen nach Giessübel (0,9 km südöstlich) – dort gibt es auf halber Strecke einen Campingplatz – und nach Seelach (1,3 km östlich).

## Geschichte
Gegen Ende des 18. Jahrhunderts gab es in Rotschreuth 6 Anwesen (1 Gut, 3 Sölden, 1 Gütlein, 1 Tropfhaus). Das Hochgericht übte das Halsgericht Mitwitz aus. Die Herrschaft Mitwitz war Grundherr sämtlicher Anwesen.
Mit dem Gemeindeedikt wurde Rotschreuth dem 1808 gebildeten Steuerdistrikt Mitwitz und der 1818 gebildeten Ruralgemeinde Mitwitz zugewiesen. 1856 wurde die Ruralgemeinde Burgstall geschaffen und Rotschreuth dieser zugewiesen. Am 1. Januar 1972 wurde Rotschreuth im Zuge der Gebietsreform in Bayern in die Gemeinde Gehülz eingegliedert, die am 1. Mai 1978 nach Kronach eingemeindet wurde.

### Baudenkmal
- Wegkreuz

### Einwohnerentwicklung
| Jahr      | 001818 | 001861 | 001871 | 001885 | 001900 | 001925 | 001950 | 001961 | 001970 | 001987 |
| Einwohner |        | 43     | 43     | 45     | 48     | 49     | 37     | 35     | 34     | 31     |
| Häuser    | 6      |        |        | 7      | 8      | 7      | 7      | 8      |        | 9      |
| Quelle    | [ 5 ]  | [ 7 ]  | [ 8 ]  | [ 9 ]  | [ 10 ] | [ 11 ] | [ 12 ] | [ 13 ] | [ 14 ] | [ 1 ]  |

## Religion
Der Ort ist römisch-katholisch geprägt und nach St. Johannes der Täufer (Kronach) gepfarrt.